# Arne Quinze
Arne Quinze (15 de dezembro de 1971), nome artístico de Gentenaar Arne Van Collie, é um artista conceitual belga que é mais conhecido por suas grandes obras nas ruas, muitas vezes controversas. Também é escultor, desenhista e pintor. Começou como grafiteiro em Bruxelas e não completou uma educação artística formal.

## Algumas obras

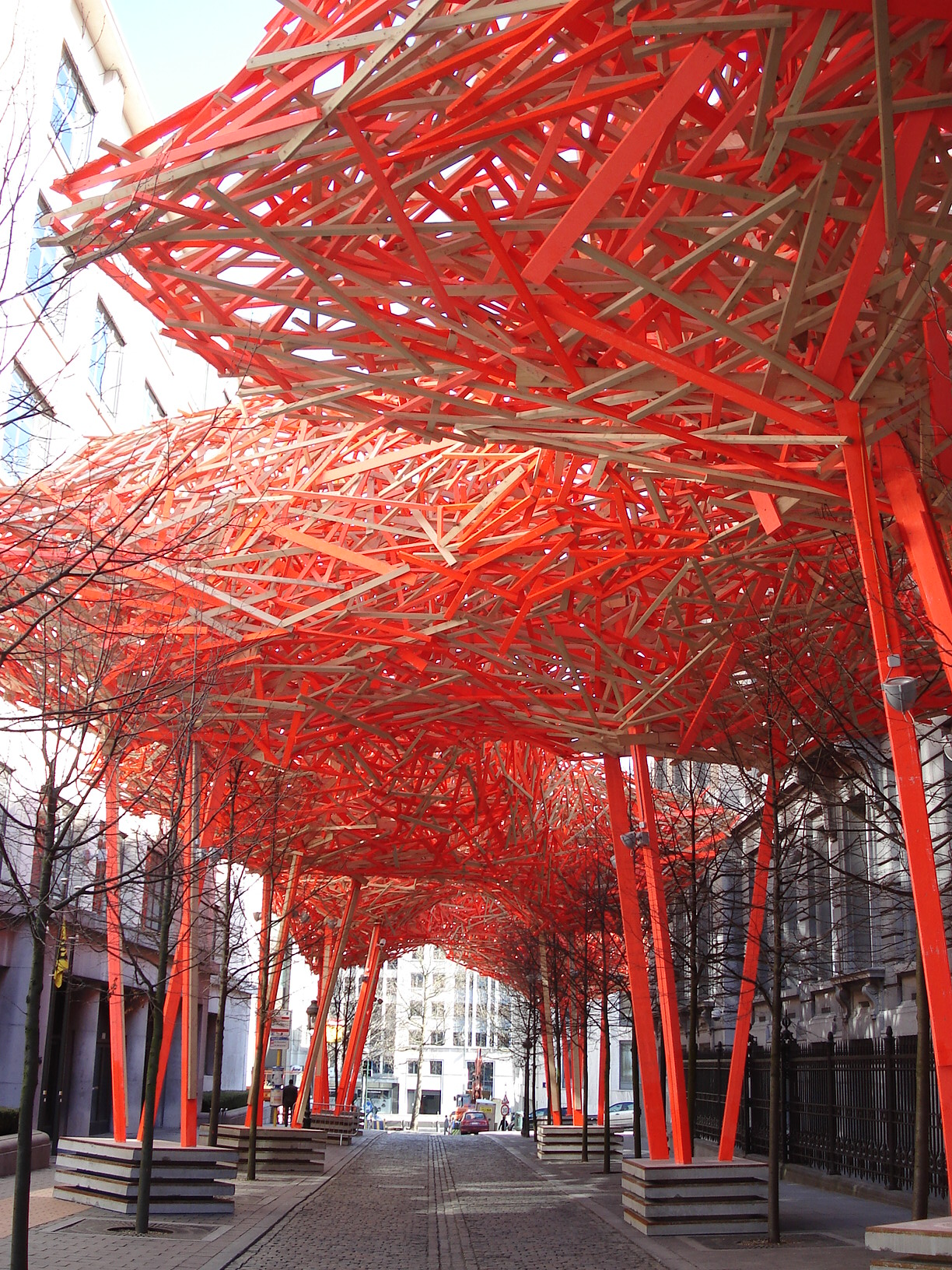
The Sequence’ instalação com 80 m de comprimento e 15 m de altura, Bruxelas.

- Uchronia: A message from the future (2006) Nevada[2]
- Big Four Bridge Indiana [3]
- The Sequence (2008)[4]
- Instalação na Made By... Feito por Brasileiros (2014) São Paulo[5]